# Kingscote
Pour l’article homonyme, voir Kingscote (Gloucestershire).
Kingscote est la ville principale de l'île Kangourou. C'est un centre touristique, administratif et de communications. La ville compte en 2006 1692 habitants.
On y trouve un musée, à Hope Cottage, qui raconte l'histoire de la région, une laiterie et une fromagerie travaillant le lait des brebis locales, la dernière distillerie d'huile d'eucalyptus de l'Australie-Méridionale. L'Ozone Hotel, avec sa sirène est un monument bien connu de Kingscote.
Kingscote est le siège du gouvernement local de l'île.

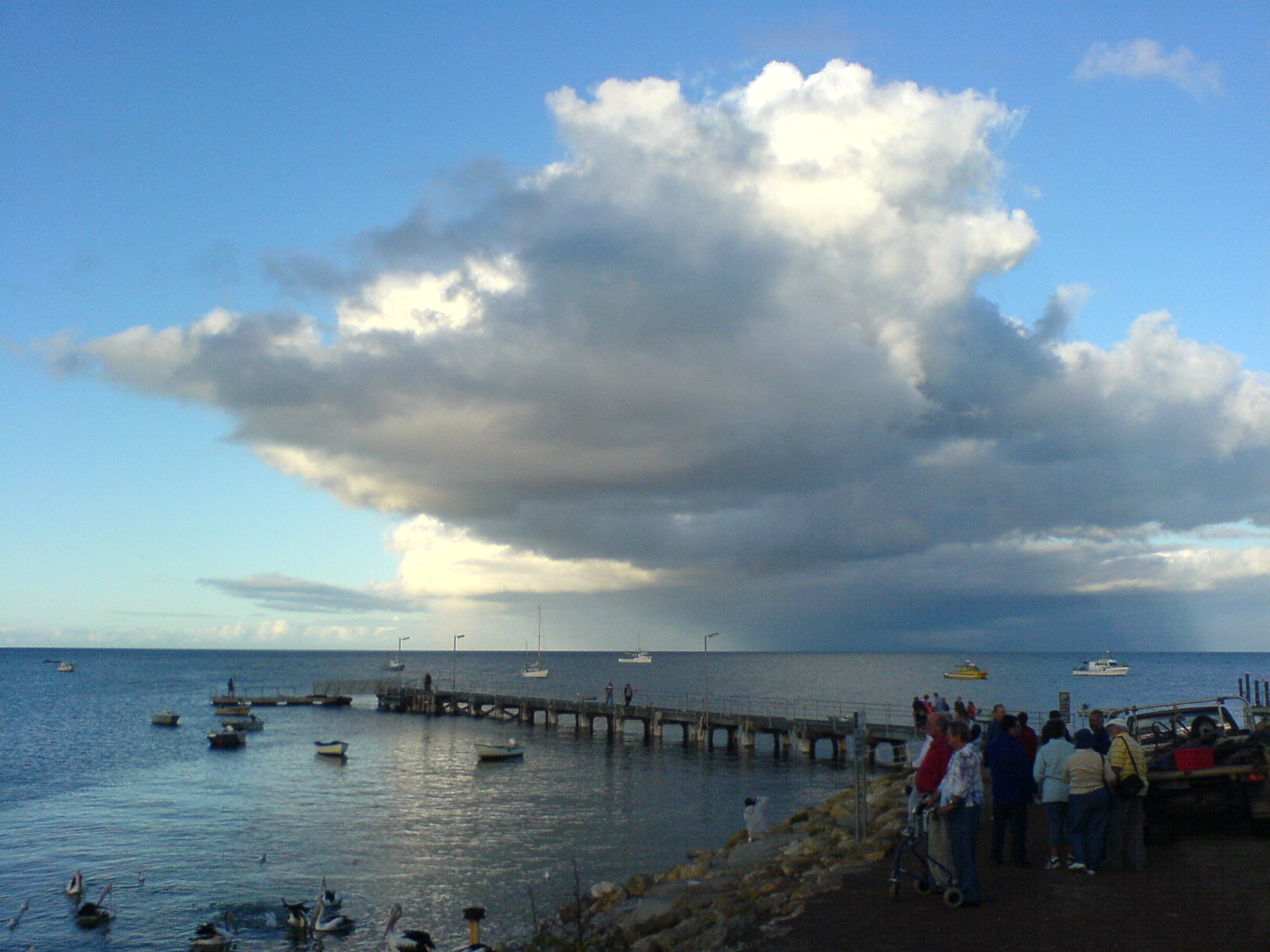
La jetée et les pélicans de Kingscote.

## Source
- (en) Cet article est partiellement ou en totalité issu de l’article de Wikipédia en anglais intitulé « Kingscote, South Australia » (voir la liste des auteurs).